# (35707) 1999 FZ25
1999 FZ25 (asteroide 35707) é um asteroide da cintura principal. Possui uma excentricidade de 0.13053990 e uma inclinação de 6.27982º.
Este asteroide foi descoberto no dia 19 de março de 1999 por LINEAR em Socorro.